# Asian German Studies
Asian German Studies (engl., von Asian = asiatisch, German = deutsch; Deutsch und studies = Studien) bezeichnet eine Strömung innerhalb der internationalen Germanistik, die deutschsprachige Literatur und Kultur ins Verhältnis zu Asien bzw. Vorstellungen von Asien setzt.

## Geschichte
Der Begriff „Asian German Studies“ wurde um 2006 in Anlehnung an „Asian American Studies“ bzw. „Asian Australian Studies“ in die Diskussion eingeführt und zunächst vor allem als interdisziplinäres Forschungsgebiet über ein Einwanderungsland aus Sicht und im Hinblick auf seine asiatischen Bevölkerungsgruppen aufgefasst. Genauer ging es zunächst um die Rolle von asiatischen Minderheiten in der deutschen Populärkultur und welche regulativen Vorstellungen der aufnehmenden Kultur über die jeweilige Herkunftsgesellschaft sich daran knüpfen. Seit 2009 gehören „Asian German Studies“-Panels zum festen Bestandteil der Jahrestagungen der German Studies Association. Seit 2014 erscheint die Buchreihe „Asian German Studies“ in einem bekannten amerikanischen Wissenschaftsverlag. Inzwischen ist der Begriff zu einer Sammelbezeichnung vor allem für Untersuchungen zur Repräsentation von China und Japan in der deutschen Gesellschaft und Kultur geworden.
Dass sich „Asian German Studies“, soziologisch fundiert, vor allem mit in Deutschland lebenden Asiaten bzw. den sie umgebenden Zuschreibungen zu beschäftigen hätten, ist nach wie vor ein Anspruch. In der Literature-comparé-Tradition der Imagologie behaupten sich die „image studies“. Mit Geschichtswissenschaftlichem Hintergrund optiert man vermehrt für einen über die vergleichende Sozialgeschichte hinausgehenden Ansatz von „transnational history“. Ideengeschichtliche Studien haben unter anderem in historischen Selbstentwürfen der deutschsprachigen Region als für alle Weltkulturen aufgeschlossenem „Dichter- und Denkerland“ einen Ansatzpunkt gefunden.
Pioniere des Forschungsgebiets waren insbesondere Antony Tatlow und Adrian Hsia.

## Themen
Thematisch umfassen „Asian German Studies“ unter anderem die wechselseitige Repräsentation der involvierten Kulturen, die Bestimmung von kultureller Identität in der Erfahrung von kultureller Vielfalt und Transkulturalität, deutsch-asiatische Kooperationen und Konkurrenzen, deutsche Positionierungen im Verhältnis zwischen China, Japan und Korea, Austausch und Rezeption sowie Adaption und Übersetzung kultureller Produkte und Perspektiven, Kulturtourismus, transnationale Adoptionen/Ehen/Lebensläufe, deutsch-asiatische Gemeinsamkeiten und Unterschiede in der Situierung gegenüber der anglophonen und der arabischen Welt, Sprachenpluralismus und Neuausrichtungen von Germanistik respektive Japanologie, Neonationalismus und Krise des Kosmopolitismus, Postkolonialismus und neokoloniale Nostalgie, ‚Kulturfarbe‘ und ‚universal appeal‘ von Populärkultur sowie Formen des Buddhismus in deutschsprachigen Ländern.

## Nachweise
- Antony Tatlow: Brechts chinesische Gedichte. Frankfurt am Main (Suhrkamp) 1973.
- Adrian Hsia: Hermann Hesse und China. Darstellung, Materialien und Interpretationen. Frankfurt am Main (Suhrkamp) 1974.
- The German Studies Association Conference
- Palgrave Series in Asian German Studies